# Antonio de Guevara
Antonio de Guevara, född omkring 1480, död 3 april 1545, var en spansk munk.
Guevara var hovpredikant hos Karl V, och är mest känd genom sin för sent uppskattade Menosprecio de corte y alabanza de aldea ("Kritik av stadslivet, förhärligande av lantlivet", 1539). Guevara efterlämnade dessutom Epistolas och religiösa skrifter.